# Jasna Polana (Litwa)
Jasna Polana (lit. Švieslaukis) − wieś na Litwie, w gminie rejonowej Soleczniki, 1 km na południe od Koleśników, zamieszkana przez 4 ludzi. Przed II wojną światową w Polsce, w powiecie lidzkim województwa nowogródzkiego.